# Juan Sandoval Íñiguez
Juan kardinál Sandoval Íñiguez (* 28. března 1933 Yahualica, Mexiko) je mexický římskokatolický kněz, bývalý arcibiskup Guadalajary, kardinál.

## Kněz
Kněžské svěcení přijal 27. října 1957 v Římě. Zde také studoval na Papežské univerzitě Gregoriana, kde v roce 1961 získal doktorát z teologie. Po návratu do vlasti působil v arcidiecézi Guadalajara jako kněz, ředitel a prefekt semináře. Byl členem kněžské rady arcidiecéze, jednu dobu i jejím předsedou.

## Biskup a kardinál
Dne 3. března 1988 byl jmenován biskupem koadjutorem diecéze Ciudad Juárez, biskupské svěcení přijal 30. dubna téhož roku. Vedení diecéze se ujal v dubnu 1992. O dva roky později, v dubnu 1994, ho papež Jan Pavel II. jmenoval arcibiskupem Guadalajary. Jeho kardinálská nominace byla oznámena na podzim 1994, kardinálské insignie převzal na konzistoři 26. listopadu téhož roku. V prosinci 2011 odešel na odpočinek, jeho nástupcem ve funkci arcibiskupa se stal kardinál Francisco Robles Ortega. V březnu 2013 dovršil 80 let a ztratil tak možnost zúčastnit se příštího konkláve.